# Yusuf ibn Abd al-Rahman al-Fihri
Yusuf ibn Abd al-Rahman al-Fihri was wāli van Al-Andalus namens de Omajjadenkalief in Damascus. Hij was eerst wāli van Narbonne in Septimanië tot ca. 747 en van mei 747 tot augustus 756 wāli van Al-Andalus. Door de val in 750 van de laatste Omajjadenkalief in Damascus Marwan II, werd hij onafhankelijk als wāli.
Hij stamt af van de Omajjadengeneraal Uqba ibn Nafi, de stichter van Kairouan.
Als wāli van Narbonne veroverde hij in 734 Avignon op Maurontius van Provence (of stond Maurontius hem toe in de stad te komen). In de Slag bij Avignon werd in 737 verloren van de Franken onder Karel Martel en zijn broer graaf Childebrand die de stad binnen trokken en verwoestten.
Nadat het Karel Martel in 737 niet lukte om Narbonne in te nemen (Slag bij Narbonne) versloeg Karel Martel versterkingen uit Al-Andalus onder Umar ibn Khaled aan de mond van de rivier Berre in de Slag aan de Berre. In 747 volgde Umar ibn Umar hem op in Septimanië en werd hij wali van Al-Andalus.
Tijdens zijn bewind kreeg hij te maken met de verdeeldheid in Al-Andalus. Er was spanning tussen de Berber meerderheid en de Arabieren. De Arabieren kenden onderling eigen spanningen tussen Syriërs en Jemenieten.
In 747, tijdens de Jemenitische opstand, versloeg hij met de Ma'additen de voormalige wāli Tuwaba ibn Salama al-Judami en Yahya ibn Hurayth in de Slag bij Shaqunda (bij Córdoba). A-Judami werd toen gevangengenomen.
In 755 trok hij op tegen de Basken in Pamplona, maar werd hij verslagen. In augustus in hetzelfde jaar landde de gevluchte Omajjade Abd ar-Rahman I tussen Málaga en Almería.
Op 15 mei 756 verloor Al-Fihri van Abd ar-Rahman in de Slag bij al-Musara (Almozara), aan de oever van de rivier Guadalquivir (net buiten Córdoba). Abd ar-Rahman verklaarde zich dat jaar emir van Córdoba en scheidde zich daarmee af van het kalifaat van de Abbasiden. Al-Fihri tekende in 757 een vredesverdrag waarin hij Abd ar-Rahman erkende.